# 堀井計
堀井 計（ほりい けい、Kei Horii、1958年7月27日 - ）は、日本の実業家。
乗合保険代理店であり独立系ファイナンシャルプランナー支援を事業とする株式会社ホロスプランニング代表取締役会長。人材教育、マーケティング事業を行う株式会社LTV代表取締役会長、土地バンクリース事業を主業務とする株式会社JPD清水代表取締役会長。上記グループ3社の持株会社、株式会社ホロスホールディングス代表取締役社長。
一般社団法人保険乗合代理店協会名誉理事長。
日本初のフリマアプリ『FRIL』を開発した株式会社Fablic創業者であり現在B/43カードを運営する株式会社スマートバンクの代表取締役CEO堀井翔太と堀井雄太は双子の息子。

## 人物
京都府生まれ。1981年京都産業大学を卒業後、ダイエーグループパシフィックスポーツに入社、店舗企画、商品化計画などの業務に従事。その後、ソニー生命にて10年勤務、京都支社長を務める。2001年、株式会社ホロスプランニングを創業。現在は同社を含めるグループ会社3社の持株会社である株式会社ホロスホールディングス（2014年設立）の代表取締役社長を務める。
株式会社ホロスプランニングに所属するファイナンシャルプランナーに対しての呼称「将来設計士」（商標登録済）はくまモンなどをネーミングした小山薫堂への依頼によるもの。
趣味の落語では「ホロス亭エロス」として落語会などのイベント高座にたびたび出演している。 2020年5月1日、自身のブログにて末期がんの宣告を受けたことを公表。翌2021年、その体験をもとに『告白。実はワタス、がん宣告を受けました』（サンライズパブリッシング）を出版する。

## 略歴
- ソニー生命保険株式会社　京都中央支社長[1][4]
- 株式会社アダムス（現株式会社カルチュアコンビニエンスクラブ）　取締役ゼネラルマネージャー[4]
- 株式会社エスクァイアマガジンジャパン取締役[4]
- 2001年4月　株式会社ホロスプランニング　代表取締役社長[1][4]
- 2007年11月　株式会社HOLOS-BRAINS 取締役会長[4]
- 2010年10月　一般社団法人保険代理店協議会（現 保険乗合代理店協会）理事長[4]
- 2011年11月　株式会社エルティヴィー　代表取締役会長[4]
- 2014年2月　株式会社ホロスプランニング　代表取締役会長
- 2014年2月　株式会社ホロスホールディングス　代表取締役社長[4]
- 2017年10月　株式会社エルティヴィー代表取締役会長兼社長
- 2018年1月　株式会社ジェー・ピー・ディー清水　代表取締役社長[5]

## 著書
- 『そろそろ、「しゃべる」のをおやめなさい』共著者：鳥居勝幸（TFP出版）2003年3月 ISBN 978-4901766074
- 『告白。実はワタス、がん宣告を受けました。』（サンライズパブリッシング ）2021年8月 ISBN 978-4782905357